# Нуса-Ченинган
Нуса-Ченинган (индон. Nusa Ceningan) — небольшой остров, расположенный к юго-востоку от индонезийского острова Бали, между островами Нуса-Пенида и Нуса-Лембонган. В административном отношении входит в состав округа Клунгкунг провинции Бали.
Нуса-Ченинган составляет примерно 3,7 км в длину и 1,5 км в ширину. Расположен примерно в 15 км к юго-востоку от острова Бали и в 1 км к северо-западу от острова Нуса-Пенида. Отделён узким мелководным проходом от более крупного острова Нуса-Лембонган, расположенного к северу. С Нуса-Лембонган остров соединён подвесным мостом, который пригоден только для пешеходов и двухколёсных транспортных средств.
Исторически основным видом экономической деятельности жителей острова является выращивание морских водорослей. В последние годы важную роль играет также туризм.